# 延榆綏道
延榆綏道，清朝设置的道，属于陕西省。
顺治二年（1645年）设整饬榆林东路道，又作神木道，驻神木县，兼分巡、屯田等事务。雍正八年（1730年），改为分巡延綏道，又作延綏鄜道，驻绥德州，下辖延安府、绥德州、鄜州。雍正九年，改为榆葭道。乾隆十三年（1748年），改为整饬延綏东路道，按察使司副使衔。乾隆二十五年（1760年），和榆葭道合并为延榆綏道，驻榆林府，下辖延安府、榆林府、绥德直隶州。乾隆三十二年（1767年），加兵备衔。民国改为陕北道。